# Predictor@home
Predictor@home був проєктом розподілених обчислень, який використовував BOINC. Він був створений Дослідницьким інститутом Скріпса для прогнозування структури білка з білкової послідовності в контексті 6-го раз на два роки CASP, або Критичної оцінки методів прогнозування білкової структури. Основною метою проєкту було тестування та оцінка нових алгоритмів для прогнозування як відомих, так і невідомих білкових структур. Останнім часом проєкт проводився Мічиганським університетом.
Predictor@home був доповненням до Folding@home .  У той час як останній має на меті вивчення динаміки згортання білка, Predictor@home намагався уточнити, якою буде кінцева третинна структура. Крім того, обидва проєкти суттєво відрізняються за інфраструктурою, яку вони використовують. Predictor@home використовує BOINC, тоді як Folding@home підтримує власне програмне забезпечення повністю за межами BOINC. 
Однак деякий час Predictor@home конкурував з іншими проєктами прогнозування структури білка BOINC, такими як Rosetta@home. Кожен із них використовує різні методи швидкого та надійного прогнозування кінцевої третинної структури.
Predictor@home наразі неактивний. 

## Історія
Predictor@Home розпочинався як дуже успішний проєкт у стилі «згортання» з багатьма користувачами. Хоча це було досить успішно, «розбіжність» між адміністрацією проєкту та базою користувачів спричинила масовий відтік користувачів-учасників, що призвело до втрати продуктивної життєздатності та врешті-решт проєкт закрився. Це досить помітно, оскільки це був перший проєкт BOINC, який зазнав «відхилення користувача» такого масштабу.
6 вересня 2006 року Predictor@home було тимчасово виключено з мережі, без надсилання нових робочих одиниць.
У травні 2008 року проєкт повернувся до статусу Alpha, оскільки він експериментує з новими методами.
Влітку 2008 року сервери проєкту були перенесені в Мічиганський університет.
З грудня 2008 року проєкт не надсилав жодної роботи протягом кількох місяців. Сайти статистики BOINC не можуть отримати оновлені дані XML, оскільки це було призупинено командою проєкту.
10 червня 2009 року веб-сайт і форуми Predictor@home перестали функціонувати і, схоже, були закриті.

## Дивись також
- Список проєктів розподілених обчислень
- Rosetta@home
- SIMAP
- Грід-обчислення
- Прогноз структури білка